# Archaeospora trappei
Archaeospora trappei är en svampart som först beskrevs av R.N. Ames & Linderman, och fick sitt nu gällande namn av J.B. Morton & D. Redecker 2001. Archaeospora trappei ingår i släktet Archaeospora och familjen Archaeosporaceae.   Inga underarter finns listade i Catalogue of Life.